# FIBA EuroBasket MVP
Il FIBA EuroBasket MVP è il riconoscimento che la FIBA Europe conferisce ad ogni edizione degli Europei di pallacanestro al miglior giocatore del torneo.
Krešimir Ćosić e Pau Gasol sono gli unici due giocatori ad avere ottenuto il riconoscimento due volte.

## Vincitori

Radivoj Korać vincitore nel 1961

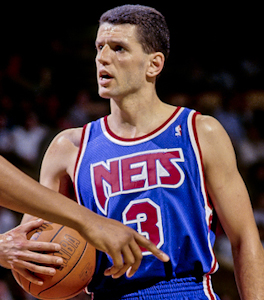
Dražen Petrović vincitore nel 1989

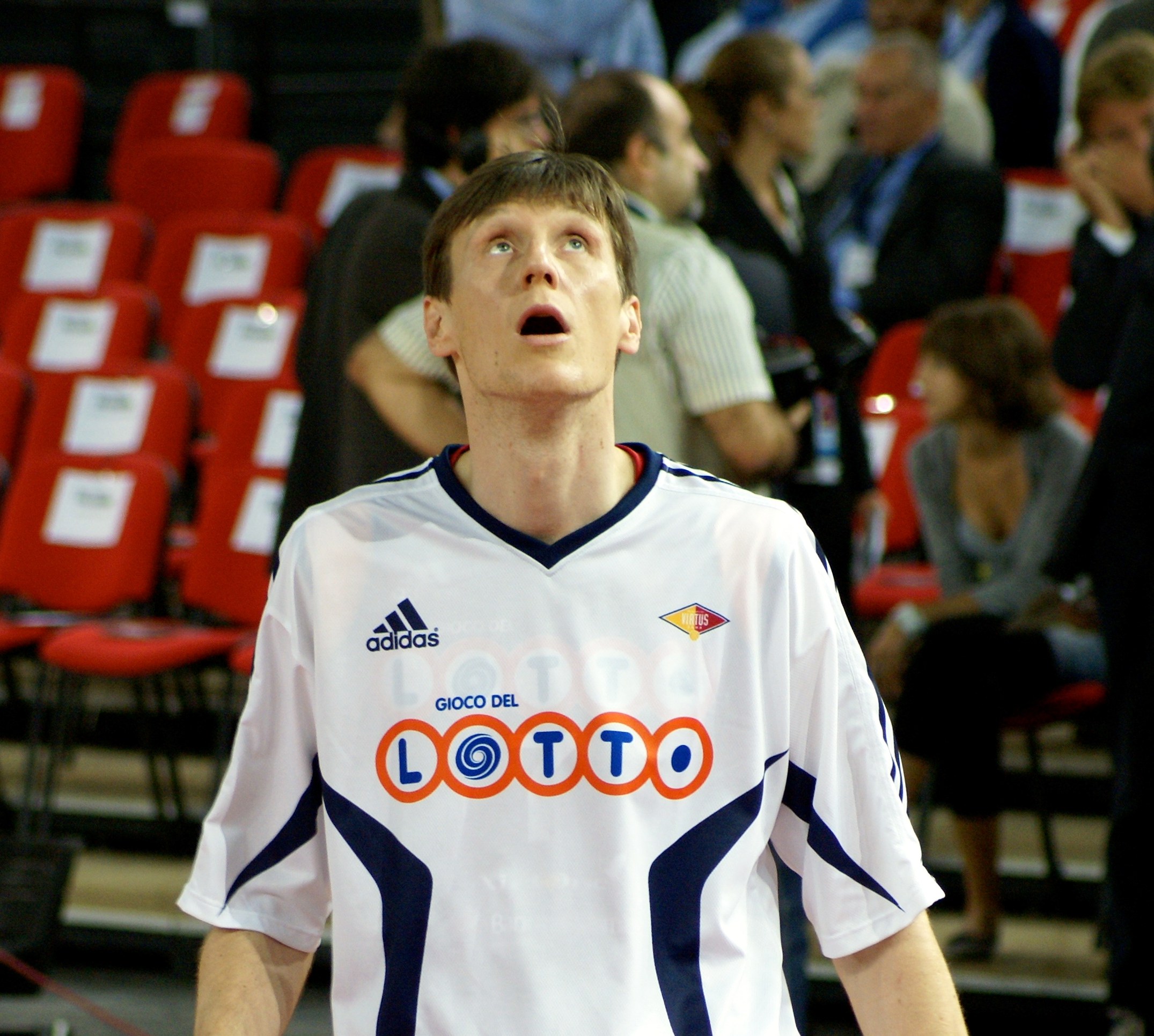
Gregor Fučka vincitore nel 1999, unico italiano ad aver vinto il premio

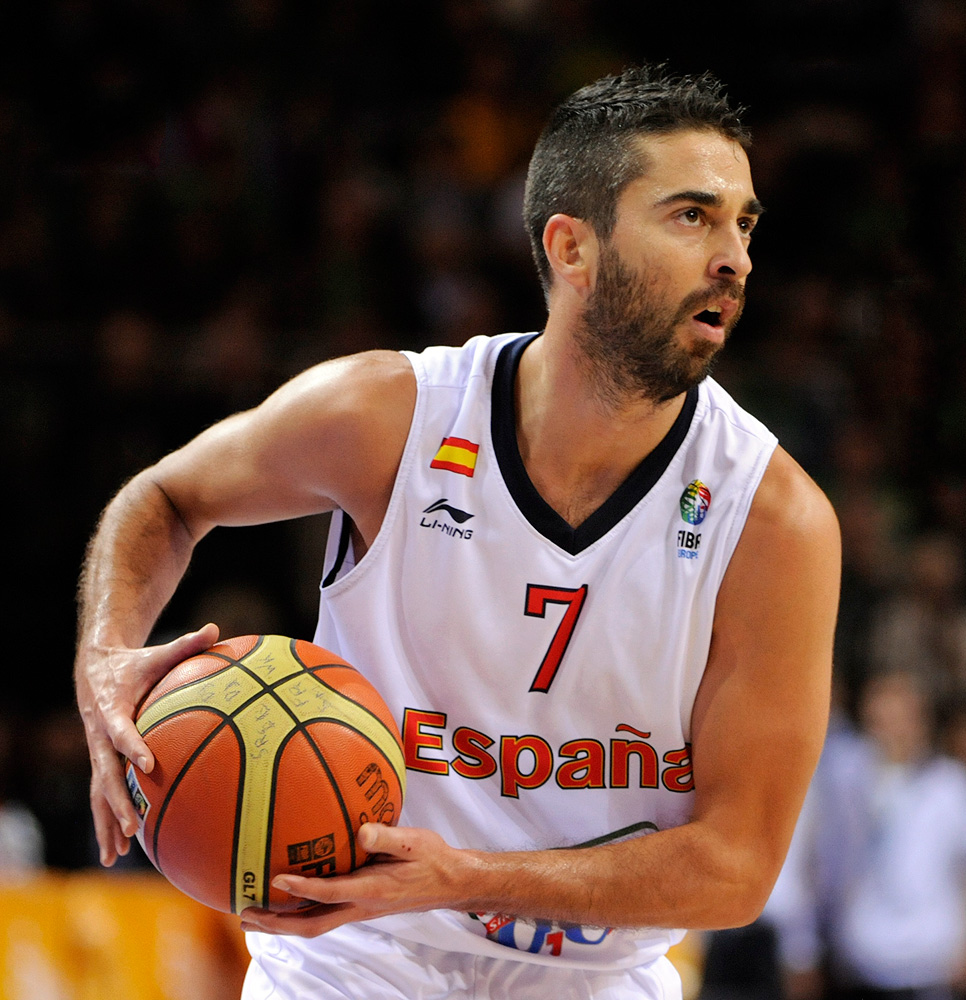
Juan Carlos Navarro vincitore nel 2011

Ecco i vincitori dal 1935 al 2022 della FIBA EuroBasket MVP dove chiaramente i giocatori dove qua è segnato Unione Sovietica saranno Russia e dove c'è Cecoslovacchia sarà Repubblica Ceca e infine dove sarà Jugoslavia sarà Croazia
| Edizione | Nazionalità      | Nome                  |
| -------- | ---------------- | --------------------- |
| 1935     | Spagna           | Rafael Martín         |
| 1937     | Lituania         | Pranas Talzūnas       |
| 1939     | Lituania         | Pranas Lubinas        |
| 1946     | Ungheria         | Ferenc Németh         |
| 1947     | Unione Sovietica | Joann Lõssov          |
| 1949     | Turchia          | Hüseyin Öztürk        |
| 1951     | Cecoslovacchia   | Ivan Mrázek           |
| 1953     | Unione Sovietica | Anatolij Konev        |
| 1955     | Ungheria         | János Greminger       |
| 1957     | Cecoslovacchia   | Jiří Baumruk          |
| 1959     | Unione Sovietica | Viktor Zubkov         |
| 1961     | Jugoslavia       | Radivoj Korać         |
| 1963     | Spagna           | Emiliano Rodríguez    |
| 1965     | Unione Sovietica | Modestas Paulauskas   |
| 1967     | Cecoslovacchia   | Jiří Zedníček         |
| 1969     | Unione Sovietica | Sergej Belov          |
| 1971     | Jugoslavia       | Krešimir Ćosić        |
| 1973     | Spagna           | Wayne Brabender       |
| 1975     | Jugoslavia       | Krešimir Ćosić (2)    |
| 1977     | Jugoslavia       | Dražen Dalipagić      |
| 1979     | Israele          | Miki Berkovich        |
| 1981     | Jugoslavia       | Dragan Kićanović      |
| 1983     | Spagna           | Juan Antonio Corbalán |
| 1985     | Unione Sovietica | Arvydas Sabonis       |
| 1987     | Grecia           | Nikos Galīs           |
| 1989     | Jugoslavia       | Dražen Petrović       |
| 1991     | Jugoslavia       | Toni Kukoč            |
| 1993     | Germania         | Chris Welp            |
| 1995     | Lituania         | Šarūnas Marčiulionis  |
| 1997     | Jugoslavia       | Aleksandar Đorđević   |
| 1999     | Italia           | Gregor Fučka          |
| 2001     | Jugoslavia       | Predrag Stojaković    |
| 2003     | Lituania         | Šarūnas Jasikevičius  |
| 2005     | Germania         | Dirk Nowitzki         |
| 2007     | Russia           | Andrej Kirilenko      |
| 2009     | Spagna           | Pau Gasol             |
| 2011     | Spagna           | Juan Carlos Navarro   |
| 2013     | Francia          | Tony Parker           |
| 2015     | Spagna           | Pau Gasol (2)         |
| 2017     | Slovenia         | Goran Dragić          |
| 2022     | Spagna           | Guillermo Hernangómez |